# جان جاشيت
جان جاشيت (بالفرنسية: Jean Gachet)‏ (2 يونيو 1894 – 4 فبراير 1968) هو ملاكم فرنسي راحل، مثّل بلاده في الألعاب الأولمبية الصيفية 1920.

## روابط خارجية
جان جاشيت على موقع بوكس ريك (الإنجليزية) (registration required)
- جان جاشيت على موقع اللجنة الأولمبية الدولية (الإنجليزية)
- جان جاشيت على موقع أوليمبيديا (الإنجليزية)